# Liste von Burgen, Schlössern und Festungen im Département Doubs
Die Liste von Burgen, Schlössern und Festungen im Département Doubs listet bestehende und abgegangene Anlagen im Département Doubs auf. Das Département zählt zur Region Bourgogne-Franche-Comté in Frankreich.

Wappen des Départements Doubs (25)
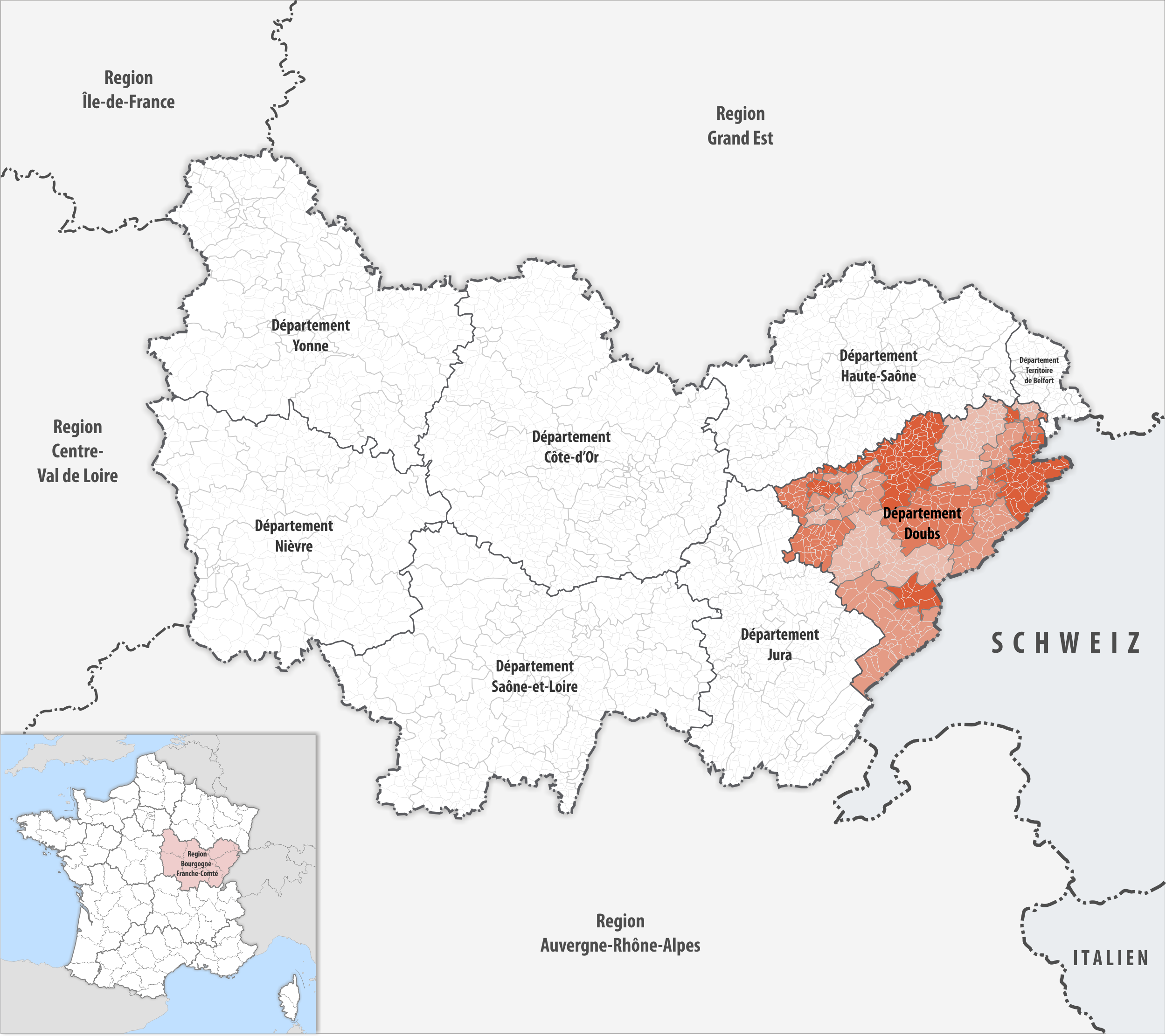
Lage des Départements Doubs in der Region Bourgogne-Franche-Comté
Lage der Region Bourgogne-Franche-Comté in Frankreich

## Liste
Bestand am 14. November 2022: 96
| Name deu / fra                                                 | Gemeinde / Lage                                   | Typ (Untertyp)      | Bemerkungen                          | Bild |
| -------------------------------------------------------------- | ------------------------------------------------- | ------------------- | ------------------------------------ | ---- |
| Schloss Abbans-Dessus Château de Jouffroy-d'Abbans             | Abbans-Dessus 47,122016° N, 5,881952° O           | Schloss             |                                      |      |
| Schloss Amondans Château d'Amondans                            | Amondans 47,068328° N, 6,03899° O                 | Schloss             |                                      |      |
| Schloss Arc Château d'Arc                                      | Arc-et-Senans 47,0306° N, 5,7686° O               | Schloss             |                                      |      |
| Burg Archevêques Château des Archevêques                       | Étalans 47,1446° N, 6,279594° O                   | Burg                | Abgegangen                           |      |
| Burg Arguel Château d'Arguel                                   | Fontain                                           | Burg                | Ruine                                |      |
| Schloss Aubonne Château d'Aubonne                              | Aubonne 47,035° N, 6,3283° O                      | Schloss             |                                      |      |
| Schloss Audincourt Château d'Audincourt                        | Audincourt 47,4805° N, 6,8374° O                  | Schloss             |                                      |      |
| Schloss Augicourt Château d'Augicourt                          | Liesle                                            | Schloss             |                                      |      |
| Burg Bartherans Château de Bartherans                          | Bartherans 47,0412° N, 5,9276° O                  | Burg                |                                      |      |
| Schloss Beaupré Château de Beaupré                             | Roche-lez-Beaupré                                 | Schloss             |                                      |      |
| Schloss Belvoir Château de Belvoir                             | Belvoir 47,3174° N, 6,6027° O                     | Schloss             |                                      |      |
| Zitadelle Besançon Citadelle de Besançon                       | Besançon                                          | Festung (Zitadelle) |                                      |      |
| Schloss Bonnay Château de Bonnay                               | Bonnay 47,3356° N, 6,0507° O                      | Schloss             |                                      |      |
| Schloss Bonnevaux Château de Bonnevaux                         | Bonnevaux                                         | Schloss             |                                      |      |
| Schloss Bouclans Château de Bouclans                           | Bouclans 47,250114° N, 6,23789° O                 | Schloss             |                                      |      |
| Schloss Bournel Château de Bournel                             | Cubry 47,4886° N, 6,4163° O                       | Schloss             |                                      |      |
| Schloss Buillon Château de Buillon                             | Chenecey-Buillon 47,108172° N, 5,961009° O        | Schloss             |                                      |      |
| Schloss Burgille Château de Burgille                           | Burgille 47,267134° N, 5,776522° O                | Schloss             |                                      |      |
| Burg Chalamont Château de Chalamont                            | Villers-sous-Chalamont                            | Burg                | Ruine                                |      |
| Burg Charencey Château de Charencey                            | Chenecey-Buillon 47,147778° N, 5,956944° O        | Burg                | Ruine                                |      |
| Schloss Châteauneuf Château de Châteauneuf                     | Vuillafans 47,066832° N, 6,223644° O              | Burg                | Ruine                                |      |
| Schloss Châteauvieux Château de Châteauvieux                   | Châteauvieux-les-Fossés 47,063817° N, 6,201537° O | Schloss             |                                      |      |
| Schloss Châtillon-sur-Lison Château de Châtillon-sur-Lison     | Châtillon-sur-Lison 47,0636° N, 5,9844° O         | Schloss             |                                      |      |
| Schloss Chazoy Château de Chazoy                               | Burgille                                          | Schloss             |                                      |      |
| Schloss Chevigney-sur-l’Ognon Château de Chevigney-sur-l'Ognon | Chevigney-sur-l’Ognon 47,2989° N, 5,8388° O       | Schloss             |                                      |      |
| Schloss Chevroz Château de Chevroz                             | Chevroz 47,3353° N, 5,9969° O                     | Schloss             |                                      |      |
| Schloss Cléron Château de Cléron                               | Cléron 47,0878° N, 6,0575° O                      | Schloss             |                                      |      |
| Burg Corcondray Château de Corcondray                          | Corcondray 47,2314° N, 5,8268° O                  | Burg                | Ruine                                |      |
| Burg Cordiron Château de Cordiron                              | Burgille 47,266° N, 5,7994° O                     | Burg                |                                      |      |
| Schloss Le Désert Château du Désert                            | Maîche 47,25028° N, 6,79639° O                    | Schloss             |                                      |      |
| Burg Durnes Château de Durnes                                  | Durnes 47,105188° N, 6,227395° O                  | Burg                | Abgegangen                           |      |
| Schloss École Château d'École                                  | École-Valentin 47,2703° N, 5,9811° O              | Schloss             |                                      |      |
| Schloss L’Ermitage Château de l'Ermitage                       | Mancenans-Lizerne 47,265956° N, 6,769058° O       | Schloss             |                                      |      |
| Schloss Esnans Château d'Esnans                                | Esnans                                            | Schloss             |                                      |      |
| Burg Étrabonne Château d'Étrabonne                             | Étrabonne 47,2342° N, 5,7431° O                   | Burg                | Ruine                                |      |
| Schloss Fertans Château de Fertans                             | Fertans 47,0511° N, 6,0633° O                     | Schloss             |                                      |      |
| Schloss Fourg Château de Fourg                                 | Fourg 47,0976° N, 5,8128° O                       | Schloss             |                                      |      |
| Schloss Franois Château de Franois                             | Franois 47,2346° N, 5,9247° O                     | Schloss             |                                      |      |
| Schloss Gondenans-les-Moulins Château de Gondenans-les-Moulins | Gondenans-les-Moulins 47,469183° N, 6,381376° O   | Schloss             |                                      |      |
| Schloss Gonsans Château de Gonsans                             | Gonsans                                           | Schloss             |                                      |      |
| Schloss Goux les Usiers Château de Goux les Usiers             | Goux-les-Usiers                                   | Schloss             |                                      |      |
| Schloss Jallerange Château de Jallerange                       | Jallerange 47,2533° N, 5,7175° O                  | Schloss             |                                      |      |
| Schloss Joux Château de Joux                                   | La Cluse-et-Mijoux 46,8725° N, 6,3742° O          | Schloss             | beherbergt ein kleines Militärmuseum |      |
| Schloss La Juive Château de la Juive                           | Chalezeule 47,2487° N, 6,0623° O                  | Schloss             |                                      |      |
| Schloss Lantenne Château de Lantenne                           | Lantenne-Vertière 47,232861° N, 5,782153° O       | Schloss             |                                      |      |
| Burg Lods Château de Lods                                      | Lods 47,0438° N, 6,2509° O                        | Burg                |                                      |      |
| Schloss Maillot Château de Maillot                             | Levier 46,986702° N, 6,137092° O                  | Schloss             |                                      |      |
| Schloss Le Maréchal Moncey Château du maréchal Moncey          | Moncey 47,3629° N, 6,1197° O                      | Schloss             |                                      |      |
| Schloss Mérode Château de Mérode                               | Maîche 47,2556° N, 6,78944° O                     | Schloss             |                                      |      |
| Schloss Mirabeau Château Mirabeau                              | Nans-sous-Sainte-Anne 46,977292° N, 6,001843° O   | Schloss             |                                      |      |
| Schloss Miserey Château de Miserey                             | Miserey-Salines 47,2866° N, 5,9702° O             | Schloss             |                                      |      |
| Schloss Moncley Château de Moncley                             | Émagny / Moncley 47,311396° N, 5,888089° O        | Schloss             |                                      |      |
| Schloss Montalembert Château de Montalembert                   | Maîche 47,2523° N, 6,799° O                       | Schloss             |                                      |      |
| Schloss Montbéliard Château de Montbéliard                     | Montbéliard 47,5091° N, 6,8003° O                 | Schloss             |                                      |      |
| Burg Montby Château de Montby                                  | Gondenans-Montby 47,4386° N, 6,4431° O            | Burg                |                                      |      |
| Burg Montfaucon Château de Montfaucon                          | Montfaucon 47,1746° N, 6,0784° O                  | Burg                | Ruine                                |      |
| Burg Montferrand Château de Montferrand                        | Montferrand-le-Château 47,1746° N, 5,9245° O      | Burg                | Ruine                                |      |
| Schloss Montgesoye Château de Montgesoye                       | Montgesoye                                        | Schloss             |                                      |      |
| Burg Montjoie-le-Château Château de Montjoie-le-Château        | Montjoie-le-Château 47,3511° N, 6,9008° O         | Burg                | Ruine                                |      |
| Schloss Montmartin Château de Montmartin                       | Huanne-Montmartin 47,430151° N, 6,338371° O       | Schloss             |                                      |      |
| Burg Montrond Château de Montrond                              | Montrond-le-Château 47,143649° N, 6,054482° O     | Burg                | Ruine                                |      |
| Schloss Morand Val Château Morand Val                          | Montbenoît                                        | Schloss             |                                      |      |
| Schloss Noironte Château de Noironte                           | Noironte 47,2731° N, 5,8753° O                    | Schloss             |                                      |      |
| Schloss Novillars Château de Novillars                         | Novillars 47,287369° N, 6,131864° O               | Schloss             |                                      |      |
| Schloss Ollans Château d'Ollans                                | Ollans 47,419° N, 6,2425° O                       | Schloss             |                                      |      |
| Burg Ornans Château d'Ornans                                   | Ornans 47,112431° N, 6,142457° O                  | Burg                | Ruine                                |      |
| Schloss Paroy Château de Paroy                                 | Paroy 47,0417° N, 5,8828° O                       | Schloss             |                                      |      |
| Schloss Pertusier Château Pertusier                            | Morteau 47,0542° N, 6,6007° O                     | Schloss             | beherbergt ein Uhrenmuseum           |      |
| Burg Puy de Montenot Château de Puy de Montenot                | Arc-sous-Montenot 46,914375° N, 5,989° O          | Burg                | Ruine                                |      |
| Schloss Quingey Château de Quingey                             | Quingey 47,1024° N, 5,8831° O                     | Schloss             |                                      |      |
| Burg Réaumont Château de Réaumont                              | Le Bélieu                                         | Burg                | Ruine                                |      |
| Schloss Recologne Château de Recologne                         | Recologne 47,275° N, 5,83° O                      | Schloss             |                                      |      |
| Schloss Refranche Château de Refranche                         | Eternoz                                           | Schloss             |                                      |      |
| Schloss Rennes-sur-Loue Château de Rennes-sur-Loue             | Rennes-sur-Loue 47,0136° N, 5,8531° O             | Schloss             |                                      |      |
| Schloss La Roche Château de La Roche                           | Rigney 47,4011° N, 6,1919° O                      | Schloss             |                                      |      |
| Schloss Roche-sur-Loue Château de Roche-sur-Loue               | Arc-et-Senans 47,0423° N, 5,7963° O               | Schloss             |                                      |      |
| Burg Rochejean Château de Rochejean                            | Rochejean                                         | Burg                | Ruine                                |      |
| Schloss Roset-Fluans Château de Roset-Fluans                   | Roset-Fluans 47,164636° N, 5,825319° O            | Schloss             |                                      |      |
| Schloss Roulans Château de Roulans                             | Roulans 47,3111° N, 6,245° O                      | Schloss             |                                      |      |
| Schloss Ruffey-le-Château Château de Ruffey-le-Château         | Ruffey-le-Château 47,288737° N, 5,802029° O       | Schloss             |                                      |      |
| Burg Sainte-Anne Château de Sainte-Anne                        | Sainte-Anne 46,964602° N, 5,998381° O             | Burg                | Abgegangen                           |      |
| Schloss Sandon Château de Sandon                               | Pontarlier 46,8891° N, 6,3633° O                  | Schloss             |                                      |      |
| Schloss Sattler Château Sattler                                | Exincourt 47,5033° N, 6,8411° O                   | Schloss             |                                      |      |
| Schloss Sauvagney-Nord Château nord de Sauvagney               | Sauvagney                                         | Schloss             |                                      |      |
| Schloss Sauvagney-Süd Château sud de Sauvagney                 | Sauvagney                                         | Schloss             |                                      |      |
| Burg Scey Château de Scey                                      | Chassagne-Saint-Denis 47,0956° N, 6,0833° O       | Burg                | Ruine                                |      |
| Schloss Soye Château de Soye                                   | Soye 47,4423° N, 6,497° O                         | Schloss             |                                      |      |
| Schloss Thoraise Château de Thoraise                           | Thoraise 47,1736° N, 5,90547° O                   | Schloss             |                                      |      |
| Schloss Torpes Château de Torpes                               | Torpes 47,1704° N, 5,8929° O                      | Schloss             |                                      |      |
| Burg Usier Château d'Usier (Château de Sombacour)              | Sombacour 46,9513° N, 6,2577° O                   | Burg                | Ruine                                |      |
| Schloss Uzel Château d'Uzel                                    | Pelousey 47,278797° N, 5,910104° O                | Schloss             |                                      |      |
| Schloss Vaire-le-Grand Château de Vaire-le-Grand               | Vaire-Arcier 47,2837° N, 6,1502° O                | Schloss             |                                      |      |
| Burg Vaite Château de Vaite                                    | Champlive 47,293748° N, 6,237084° O               | Burg                | Ruine                                |      |
| Schloss Vieilley Château de Vieilley                           | Vieilley 47,3374° N, 6,07698° O                   | Schloss             |                                      |      |
| Schloss Villers-sous-Montrond Château de Villers-sous-Montrond | Villers-sous-Montrond 47,145355° N, 6,09037° O    | Schloss             |                                      |      |
| Schloss Vuillafans Château de Vuillafans                       | Vuillafans 47,066014° N, 6,215084° O              | Schloss             |                                      |      |